# 布盧明代爾 (新澤西州)
布盧明代爾（英語：Bloomingdale）是位於美國新澤西州巴賽克縣的自治市鎮。

## 人口
根據2020年美國人口普查的數據，布盧明代爾的面積為23.95平方千米，當中陸地面積為22.79平方千米，而水域面積為1.16平方千米。當地共有人口7777人，而人口密度為每平方千米325人。